# Gerhard Liebmann

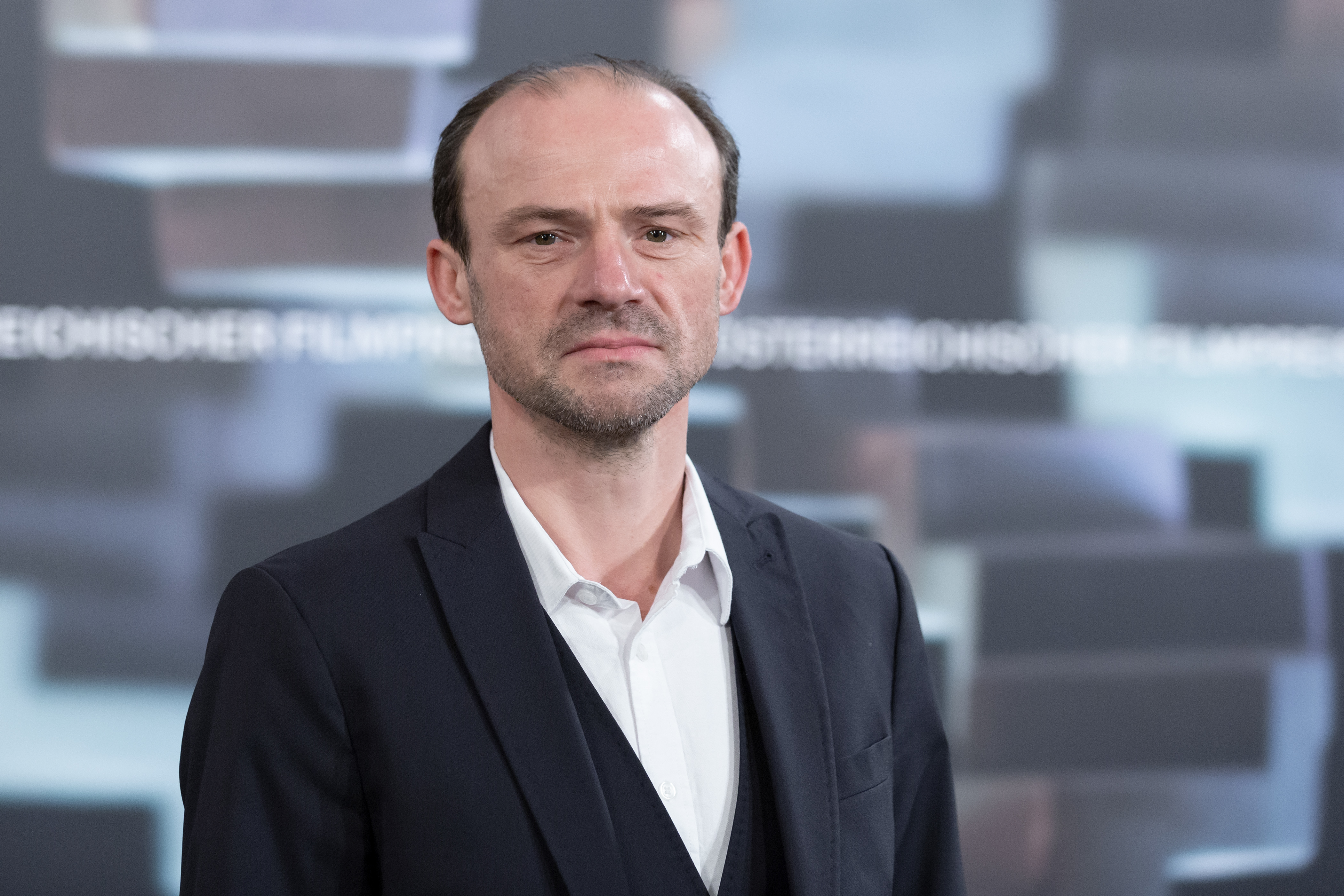
Gerhard Liebmann beim Photocall zum Österreichischen Filmpreis 2019 (Rathaus, Wien, Österreich)

Gerhard Liebmann (* 20. April 1970 in Graz) ist ein österreichischer Schauspieler.

## Leben
Gerhard Liebmann studierte von 1989 bis 1994 Germanistik und Philosophie an der Karl-Franzens-Universität Graz. Seine Ausbildung zum Schauspieler absolvierte er von 1990 bis 1994 an einer privaten Schauspielschule in Wien. Es folgten Studienaufenthalte in Berlin und Griechenland.
Von 1994 bis 1996 war er Ensemblemitglied des Landestheaters Linz und von 1997 bis 2000 Ensemblemitglied des Kinder- und Jugendtheaters Next Liberty in Graz. Danach wechselte Liebmann ans Schauspielhaus Graz, wo er von 2000 bis 2012 in zahlreichen Gastrollen zu sehen war.
Parallel dazu begann Gerhard Liebmann in Film- und Fernsehproduktionen mitzuwirken. Sein Debüt gab er 1998 in der Verfilmung von Josef Haslingers Roman Opernball unter der Regie von Urs Egger. Erstmals überregionale Aufmerksamkeit erregte er 2009 in der Erfolgskomödie Die unabsichtliche Entführung der Frau Elfriede Ott (Regie: Andreas Prochaska).
2010 spielte er im international beachteten Regiedebüt Atmen von Karl Markovics und 2011 wieder unter der Regie von Andreas Prochaska im Fernsehdrama Das Wunder von Kärnten, das 2013 mit dem International Emmy Award in der Kategorie TV Movie/Mini-Series ausgezeichnet wurde und wofür Gerhard Liebmann gemeinsam mit Gerti Drassl den Günter-Rohrbach-Filmpreis, Sonderpreis des Oberbürgermeisters, erhielt. Es folgte 2014 der Österreichische Filmpreis als bester männlicher Darsteller für seine Hauptrolle im Horrorfilm Blutgletscher (Regie: Marvin Kren) sowie, für sein varianten- und facettenreiches Spiel, der Diagonale Schauspielpreis als bester männlicher Darsteller. 2016 erhielt Gerhard Liebmann für den Landkrimi Wenn du wüsstest, wie schön es hier ist (Regie: Andreas Prochaska) seine erste Romy-Nominierung. Für diesen Film wurde er 2017 auch für den Deutschen Schauspielpreis nominiert. Eine weitere Romy-Nominierung erhielt er 2018 für seine eindrückliche Darstellung eines brutalen Serienkillers im Tatort: Der Tod ist unser ganzes Leben (Regie: Philip Koch). 2019 folgten abermals Nominierungen für den Österreichischen Filmpreis (für Murer – Anatomie eines Prozesses, Regie: Christian Frosch) sowie für den Deutschen Schauspielpreis (für M – Eine Stadt sucht einen Mörder, Regie: David Schalko).
Für die Titelrolle in der mehrfach international ausgezeichneten Kinoproduktion Eismayer (Regie: David Wagner) (u. a. gewann der Film bei den Internationalen Filmfestspielen von Venedig den Hauptpreis in der Reihe Venice International Critics´ Week sowie beim Filmfestival Max Ophüls Preis 2023 in Saarbrücken den Preis der Kritik und den Publikumspreis) wurde Gerhard Liebmann mit dem Diagonale-Schauspielpreis, dem Österreichischen Filmpreis und dem Deutschen Schauspielpreis ausgezeichnet.
Gerhard Liebmann lebt in der Nähe von Graz.

## Filmografie (Auswahl)
- 1998: Opernball
- 1999: Heller als der Mond (Kinofilm)
- 2001, 2003: Kommissar Rex
- 2001–2003: Julia – Eine ungewöhnliche Frau
- 2009: Lourdes
- 2010: Die unabsichtliche Entführung der Frau Elfriede Ott
- 2010: Jud Süß – Film ohne Gewissen
- 2010: Vermisst – Alexandra Walch, 17
- 2010: Die Mutprobe
- 2010: Meine Tochter nicht (Fernsehfilm)
- 2011–2021: Spuren des Bösen (Fernsehreihe)
  - 2011: Das Verhör
  - 2012: Racheengel
  - 2013: Zauberberg
  - 2014: Schande
  - 2015: Liebe
  - 2017:  Begierde
  - 2018:  Wut
  - 2019:  Sehnsucht
  - 2021: Schuld
- 2011: Atmen
- 2011: Der Winzerkrieg
- 2011: Der Wettbewerb
- 2011: Das Wunder von Kärnten
- 2013: Blutgletscher
- 2013: Tatort: Unvergessen
- 2013: Bad Fucking
- 2013: Paul Kemp – Alles kein Problem
- 2013: Die Spätzünder 2 – Der Himmel soll warten
- 2014: Das finstere Tal
- 2014: Tatort: Am Ende des Flurs
- 2015: Landkrimi – Wenn du wüsstest, wie schön es hier ist
- 2015: Tatort: Die letzte Wiesn
- 2016: Bergfried
- 2016: Pregau – Kein Weg zurück
- 2016: Das Sacher
- 2016: Das Geheimnis der Hebamme
- 2017: Tatort: Der Tod ist unser ganzes Leben
- 2017: Maximilian – Das Spiel von Macht und Liebe
- 2018: Landkrimi – Steirerkind
- 2018: Neben der Spur – Sag, es tut dir leid
- 2018: Murer – Anatomie eines Prozesses
- 2018: Erik & Erika
- 2018: Das Wunder von Wörgl
- 2018: Stadtkomödie – Geschenkt
- 2019: M – Eine Stadt sucht einen Mörder
- 2019: Ein Dorf wehrt sich
- 2019: Vienna Blood – Die letzte Séance
- 2019: Der Club der singenden Metzger
- 2020: Neben der Spur – Erlöse mich
- 2021: Im Netz der Camorra
- 2021: Stadtkomödie – Man kann nicht alles haben
- 2021: Meiberger – Mörderisches Klassentreffen
- 2021: Todesurteil – Nemez und Sneijder ermitteln
- 2021: Wir Kinder vom Bahnhof Zoo
- 2021: Wild Republic
- 2022: Eismayer
- 2022: Totenfrau (Fernsehserie)
- 2022: Broll + Baroni – Für immer tot (Fernsehfilm)
- 2023: Landkrimi – Das Schweigen der Esel (Fernsehreihe)
- 2024: Kafka (Fernsehserie)
- 2024: Landkrimi – Schnee von gestern (Fernsehreihe)
- 2024: Tatort: Trotzdem
- 2024: Kopftuchmafia (Fernsehreihe)
- 2024: Der Metzger – Mordstheater (Fernsehreihe)
- 2024: Die Fälle der Gerti B. (Fernsehserie)

## Auszeichnungen und Nominierungen
- 2012: Sonderpreis des Oberbürgermeisters beim Günter-Rohrbach-Filmpreis für seine Rolle in Das Wunder von Kärnten gemeinsam mit Gerti Drassl
- 2014: Diagonale Filmfestival: Diagonale-Schauspielpreis als Bester männlicher Darsteller für Blutgletscher, Das finstere Tal und Bad Fucking
- 2014: Österreichischer Filmpreis: Bester männlicher Darsteller für Blutgletscher
- 2016: Romy: Nominierung in der Kategorie Beliebtester Schauspieler Serie/Reihe für Wenn du wüsstest, wie schön es hier ist
- 2017: Deutscher Schauspielpreis: Nominierung in der Kategorie Schauspieler in einer komödiantischen Rolle für Wenn du wüsstest, wie schön es hier ist
- 2018: Romy: Nominierung in der Kategorie Beliebtester Schauspieler Serie/Reihe für Tatort: Der Tod ist unser ganzes Leben
- 2019: Österreichischer Filmpreis: Nominierung in der Kategorie Beste männliche Nebenrolle für Murer – Anatomie eines Prozesses
- 2019: Deutscher Schauspielpreis: Nominierung in der Kategorie Starker Auftritt für M – Eine Stadt sucht einen Mörder
- 2023: Diagonale-Schauspielpreis für Eismayer[2]
- 2023: Österreichischer Filmpreis in der Kategorie Bester männliche Hauptrolle für Eismayer
- 2023: Deutscher Schauspielpreis in der Kategorie Schauspieler in einer dramatischen Hauptrolle für Eismayer[3]